# Graf Luckner (Schiff, 1919)
Die Graf Luckner war ein für die Kaiserliche Marine gebauter Fischdampfer, der entweder als Vorpostenboot oder Hilfsminensucher eingesetzt werden sollte, aber aufgrund des Endes des Ersten Weltkriegs nicht mehr zum Einsatz kam.

## Geschichte
Die Graf Luckner wurde im Juni 1919 abgeliefert, kam aber in der Vorläufigen Reichsmarine nicht mehr zum Einsatz, ging entsprechend dem Vertrag von Versailles am 19. Juni 1920 als Reparationsleistung an Frankreich und wurde als Fischdampfer Alcyon mit dem Fischereikennzeichen ARc 3076 eingesetzt. Benannt war sie nach Felix Graf von Luckner.
1939 wurde sie von der Marine Nationale als Vorpostenboot VP 1 übernommen, danach als Hilfsminensucher AD 220 in Dienst gestellt. Am 20. Dezember 1942 wurde sie in Marseille von der Kriegsmarine übernommen. Als M 6023 diente sie vermutlich als Minensucher, definitiv im Einzelfall zur U-Jagd, so Mitte November 1943 vor Toulon zusammen mit UJ 6076. Sie sank im August 1944 bei oder in La Ciotat. Einzelheiten sind nicht bekannt, eventuell wurde sie von der Kriegsmarine selbst versenkt. Das Wrack wurde im März 1945 abgebrochen.

## Schwesterschiffe
Von der Goltz, Emmich, Usedom, Wollin, Von Laffert.